# Benoît Michel
Pour les articles homonymes, voir Michel et Benoît Michel (homonymie).
Benoît Michel, né en 1940, est un ingénieur canadien (québécois). Il a brièvement exercé les fonctions de président de la Régie des installations olympiques de Montréal et de président-directeur général d'Hydro-Québec dans les années 1990.

## Biographie
Diplômé de l'Université de Sherbrooke en génie mécanique, Benoît Michel entre au service d'Hydro-Québec en 1963. Il participe au démarrage de la centrale de Tracy, puis occupe le poste de responsable de la mise en service de la centrale nucléaire de Gentilly-2 entre 1977 à 1983. Il est promu vice-président de la région Mauricie en 1983, président d'Hydro-Québec International en 1985, puis vice-président du secteur Équipement et président de la Société d'énergie de la Baie-James en 1987. À ce titre, il est responsable des grands travaux de construction de la phase 2 du projet de la Baie-James. Il prend sa retraite après 30 ans de service en 1993 au Québec. Nommé sur recommandation unanime du conseil d'administration d'Hydro-Québec, la nomination de Benoît Michel est retardée de trois semaines, en raison d'une controverse au sujet de la pension qu'il a obtenue à sa retraite d'Hydro-Québec. Il avait alors reçu une indemnité de 273 179 CAD, en plus de sa caisse de retraite totalisant 1,2 million CAD.
Le retour de Benoît Michel à Hydro-Québec après deux années d'absence, dont six mois à la présidence de la Régie des installations olympiques de Montréal, se déroule dans un contexte difficile pour la société d'État. Les grands travaux de la phase II du projet de la Baie-James se terminent et la situation financière est préoccupante. Le bénéfice net d'Hydro-Québec baisse à 390 millions CAD en raison d'une dette accumulée de 35,7 milliards CAD. 
Enfin, Hydro-Québec doit se remettre en question : le gouvernement a mis fin au développement de grands projets hydroélectriques, menés sans interruption depuis la mise en chantier de la centrale Bersimis-1 en 1950.
Benoît Michel met en chantier trois grandes orientations qui créeront la controverse. Il amorce d'abord une réorganisation administrative qui réduira le nombre de vice-présidents de 8 à 5, éliminant son ancien poste de vice-président responsable de la division des équipements. Il demande ensuite au gouvernement d'entériner une hausse de tarifs de 4,7 % afin d'éponger une partie de la dette accumulée par l'entreprise et présente un plan pour réduire les dépenses de 198 millions CAD.
Le 4 juillet 1996, le conseil d'administration le renvoie sur recommandation du président du conseil, l'avocat Yvon Martineau, en raison « d'une cohésion qui s'est avérée difficile à maintenir au cours des derniers mois ». Dans une lettre ouverte publiée des quotidiens de Montréal, M. Michel blâme le conseil d'administration de ne pas lui avoir laissé l'occasion de se défendre et affirme que les réformes qu'il a entreprises durant son passage à la direction de la société d'État sont appropriées.
Le départ de Benoît Michel a surpris les syndicats de l'entreprise en plus d'être condamné par l'ancien PDG d'Hydro-Québec, Robert A. Boyd, qui demande le départ d'Yvon Martineau et d'une bonne partie du conseil d'administration en août 1996. Le gouvernement remercie M. Martineau deux semaines plus tard.